# سروش نصرالهی

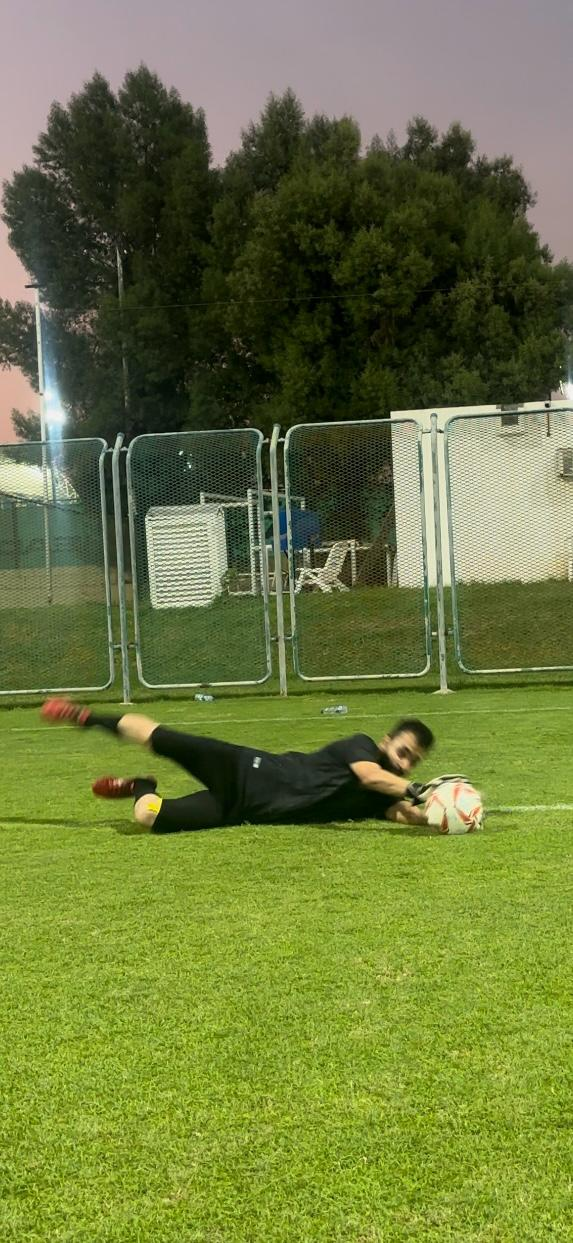
سروش نصراللهی فوتباليست

سروش نصرالهی (زادهٔ آذر ۱۳۷۱) دروازه‌بان حرفه‌ای فوتبال اهل ایران است که هم‌اکنون برای باشگاه الوصل امارات در لیگ برتر فوتبال امارات بازی می‌کند. او با ثبت ۱۵۸ کلین‌شیت در ۴۸۶ بازی حرفه‌ای، به‌عنوان یکی از دروازه‌بانان باثبات و قابل اعتماد شناخته می‌شود.

## زندگی‌نامه و دوران جوانی
سروش نصرالهی در آذر ۱۳۷۱ در ایران متولد شد. او از دوران کودکی به فوتبال علاقه‌مند شد و مسیر حرفه‌ای خود را در پُست دروازه‌بانی آغاز کرد. نصرالهی سابقه حضور در تیم ملی نوجوانان و جوانان ایران را دارد. یکی از درخشان‌ترین لحظات دوران ملی او، مهار ۴ ضربه پنالتی در جریان بازی مقابل چین بود.

## دوران باشگاهی
پس از سال‌ها بازی در سطح فوتبال ایران، نصرالهی به امارات متحده عربی مهاجرت کرد و به باشگاه الوصل پیوست. او به‌سرعت جایگاه ثابتی در ترکیب اصلی تیم پیدا کرد و با عملکرد خوب خود نقش کلیدی در موفقیت‌های دفاعی تیم ایفا کرده‌است.

## سبک بازی
سروش نصرالهی به‌خاطر واکنش‌های سریع، تسلط در محوطه جریمه و ارتباط مؤثر با خط دفاعی تیمش مشهور است. توانایی او در مهار تک‌به‌تک‌ها و بازی‌خوانی، او را به دروازه‌بانی مطمئن تبدیل کرده‌است.

## زندگی شخصی
سروش نصرالهی هم‌اکنون بین تهران و دبی سکونت دارد. او علاوه‌بر فوتبال حرفه‌ای، در زمینه تجارت املاک نیز فعالیت می‌کند. عملکرد موفق او در لیگ امارات باعث جلب توجه کادر فنی تیم ملی بزرگسالان ایران شده و امیر قلعه‌نوعی، سرمربی تیم ملی، در این رابطه با مدیر برنامه‌های او گفت‌وگوهایی داشته‌است.<ref>